# Kocába

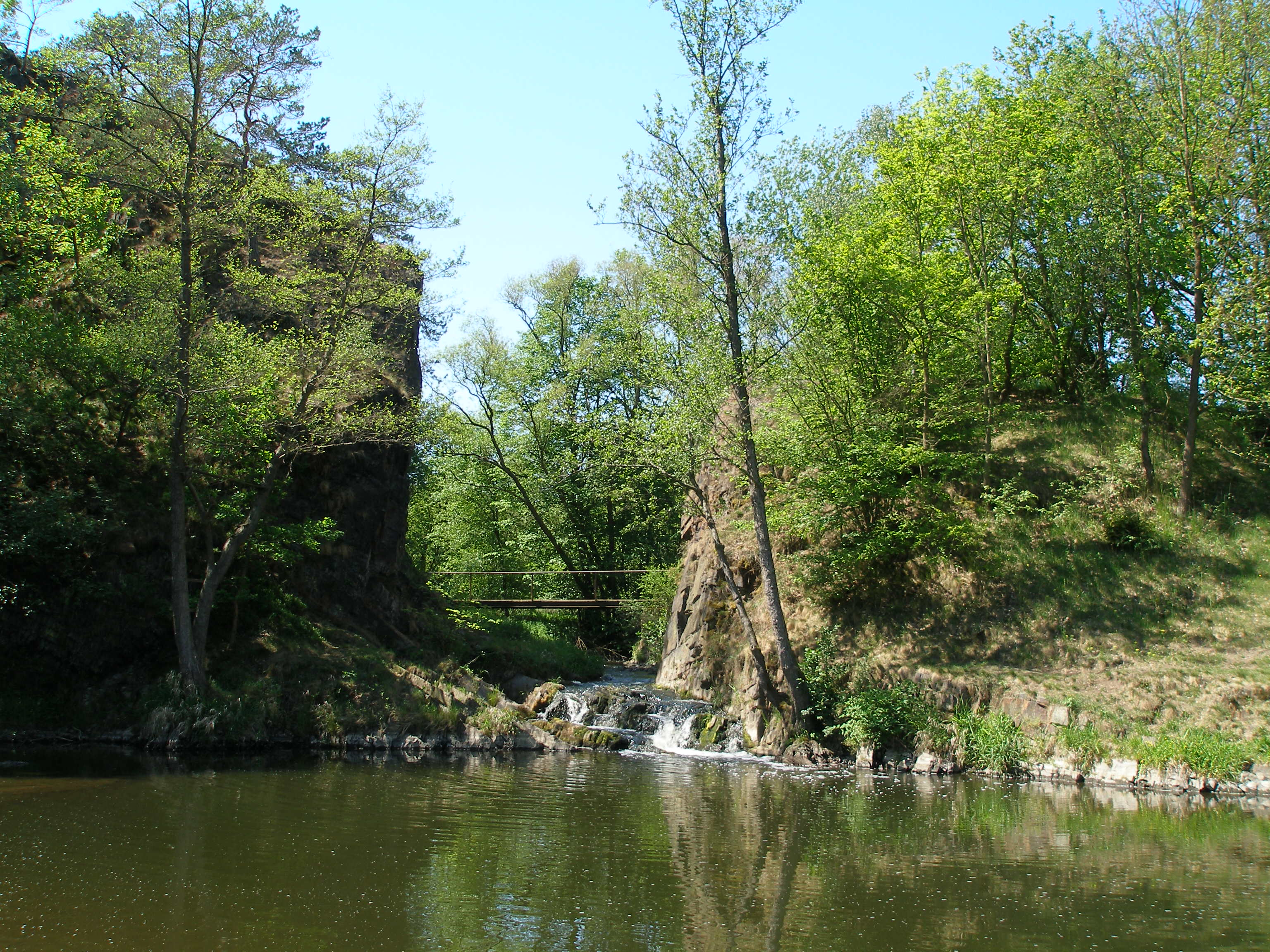
Felskanal der Kocába bei Malá Lečice

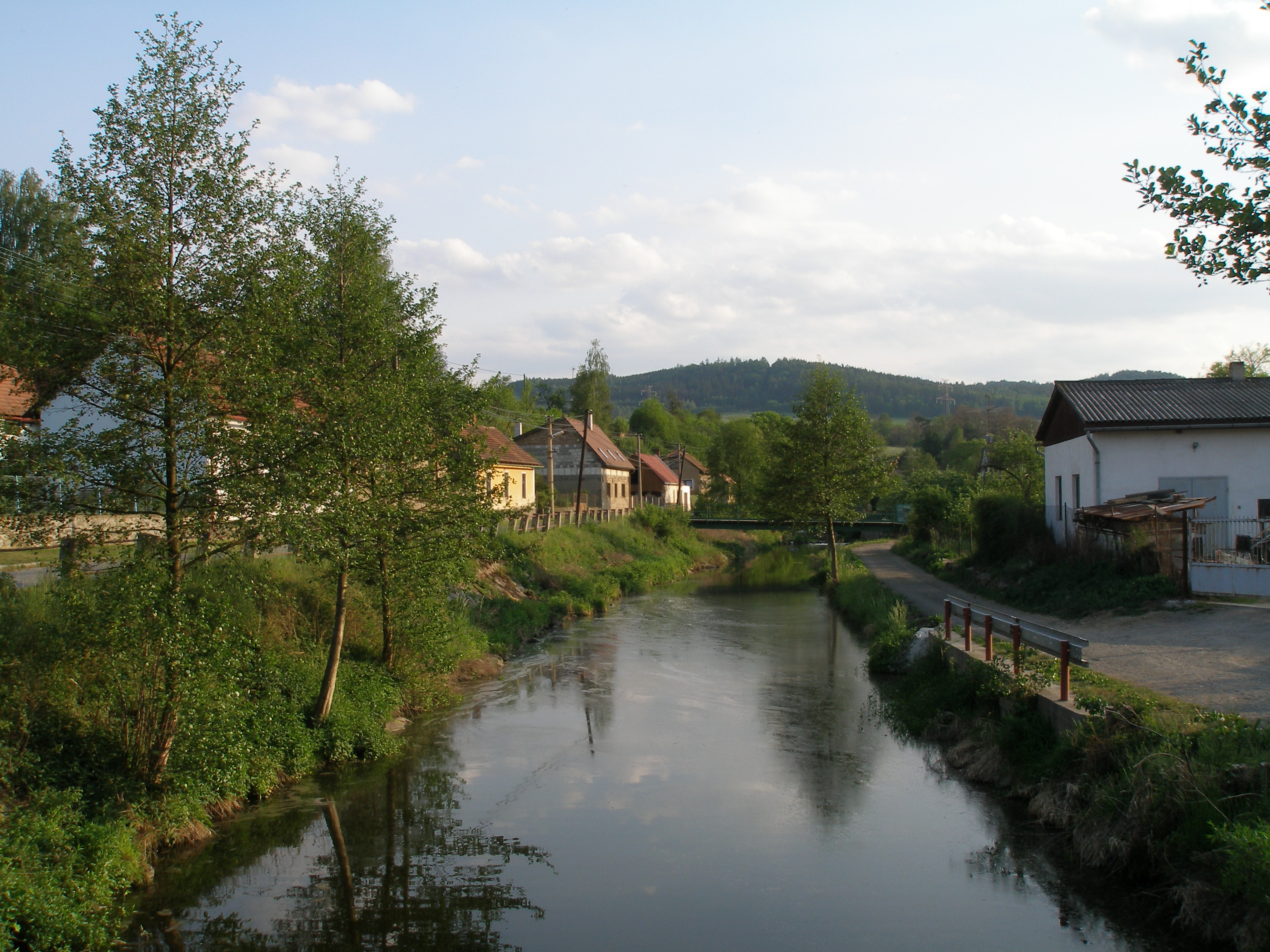
Die Kocába in Starý Knín

Die Kocába, früher Chocava, Chotsava, Chocaba bzw. Kocava (deutsch Kotzaba, auch Kotzab bzw. Kotzawa) ist ein linker Zufluss der Moldau in Tschechien.

## Verlauf
Die Kocába entspringt am südlichen Ortsrand der zu Příbram IX gehörigen Siedlung Nová Hospoda. Ihre Quelle befindet sich einen reichlichen Kilometer östlich der Svatá hora (Heiliger Berg, 586 m n.m.) in der Příbramská pahorkatina. Der Oberlauf der Kocába führt zunächst nach Nordosten durch Dubno; danach nimmt der Bach östliche Richtung und fließt über Dubenec, Cihelna, Skalka, Drásov und Prostřední Mlýn nach Višňová. Dort ändert die Kocába ihre Richtung und fließt nach Nordosten durch die Dobříšská pahorkatina; entlang ihres nur dünn besiedelten und tief eingeschnittenen Tales folgen die Orte Chaloupky, Hora, Ouběnice, Skalice, Druhlice, Podedruhlice, Daleké Dušníky, Tuškov, Budín, Dolík, Rybníky, Vojířovský Mlýn, U Kalouníka, Josefovo Údolí, U Pěti Lip, Porostliny, Pouště, Na Kocábech, Strážovna, Kozí Hory und Podleský Mlýn. Danach fließt die Kocába durch Starý Knín und Nový Knín. Anschließend bildet der Bach ein tiefes Tal mit zahlreichen Bachschleifen und fließt an U Kosaře, U Pařeza, Velká Hraštice, Spálený Mlýn, Za Kocábou und Velká Lečice vorbei. Nachfolgend fließt die Kocába in der Lečicer Kaskade (Lečická kaskáda) mit mehreren Bachschnellen durch ein enges Felsental. Gegenüber von Malá Lečice wird der Bach in einem kurzen künstlichen Durchbruch (Průrva Kocáby) durch einen Felssporn geführt, zuvor wird der Graben Mlýnská strouha abgeleitet. Der weitere Lauf der Kocába führt vorbei an U Kocáby, Borecký, Bratřínov und Fafkův Mlýn in den Naturpark Střed Čech. An seinem Unterlauf windet sich der Bach südlich von Bojanovice und Masečín in mehreren Schleifen durch die Hadí řeka, ein enges felsiges Tal, in dem die Trampsiedlungen Havran, Rewaston, Dashwood und Askalona sowie die Ortslage Na Papoušku liegen. Danach erreicht die Kocába das Moldautal und fließt auf ihren letzten 700 Metern durch das Zentrum von Štěchovice. Nach 47,2 Kilometern mündet die Kocába oberhalb der Dr.-Edvard-Beneš-Brücke zwischen dem Busbahnhof und dem Hafen in Štěchovice in die Moldau. 
An ihrem Oberlauf fließt die Kocába durch das Příbramer Bergrevier; südöstlich von Dubno erstrecken sich die Halden und Anlagen der ehemaligen Grube Schacht 11 Bytíz, auf denen sich heute u. a. das Gefängnis Příbram befindet. Die Wasserkraft der Kocába wurde früher zum Betrieb zahlreicher Hammerwerke und Mühlen genutzt. Oberhalb von Štěchovice standen im Tal der Kocába früher eine Pulverfabrik und zwei Pulvermühlen; in den 1920er Jahren entstanden in dem Tal u. a. die Trampsiedlungen Utah, Havran, Rewaston, Dashwood, Askalona, Louisiana, Maják und Kansas. Ein Abschnitt des zwischen 2011 und 2012 angelegten Karel Čapek-Lehrpfads (Naučná stezka Karla Čapka) führt durch das Tal der Kocába.
Ab Rybníky ist die Kocába während der Schneeschmelze, nach Starkregenfällen oder während des Ablassens der Teiche auf einer Länge von 30 Kilometern befahrbar. Jedoch befinden sich in dem größtenteils naturbelassenen Bachlauf etliche Hindernisse, wie Schnellen, Bäume, Stege und Koppelzäune. Auf den letzten vier Kilometern ist die Kocába eingedeicht und reguliert.

## Zuflüsse
- Bytízský potok (r), bei Dubenec
- Drásovský potok (r), bei Cihelna
- Občovský potok (l), im Červený rybník
- Drásovský potok (r), im Teich Homolka
- Budský potok (r), in Višňová
- Chaloupka (r), zwischen Chaloupky und Ouběnice
- Lhotecký potok (l), in Ouběnice
- Skalický potok (r), bei Skalice
- Libický potok (r), in Dolík
- Sychrovský potok (l), bei Vojířovský Mlýn
- Drhovský potok (r), unterhalb von U Kalouníka
- Hranický potok (r), unterhalb von U Kalouníka
- Kotenčický potok, auch Sychrovský potok (l), bei U Pěti Lip
- namenloser Bach von Kozí Hory (r) bei Podleský Mlýn
- Betlémský potok (r), oberhalb von Starý Knín
- Sudovický potok (r), in Nový Knín
- Voznický potok (l), unterhalb von Nový Knín
- Krámský potok (r), bei Za Kocábou
- Potok z Dvochců (l), in Velká Lečice
- Novodvorský potok (r), unterhalb von Velká Lečice
- Makyta, auch Novoveský potok (l), in Malá Lečice
- Mlýnská strouha (l), unterhalb von Malá Lečice
- Bratřínovský potok (l), bei U Kocáby
- Bojanovický potok (l), bei Bojanovice
- Královka (r), bei Masečín
- Červený potok (r), in Štěchovice

## Abflüsse
- Mlýnská strouha (l), bei Malé Lečice

## Durchflossene Teiche
- Červený rybník, bei Skalka
- Prostřední rybník, bei Drásov
- Homolka, bei Višňová